# Подвійний кратер

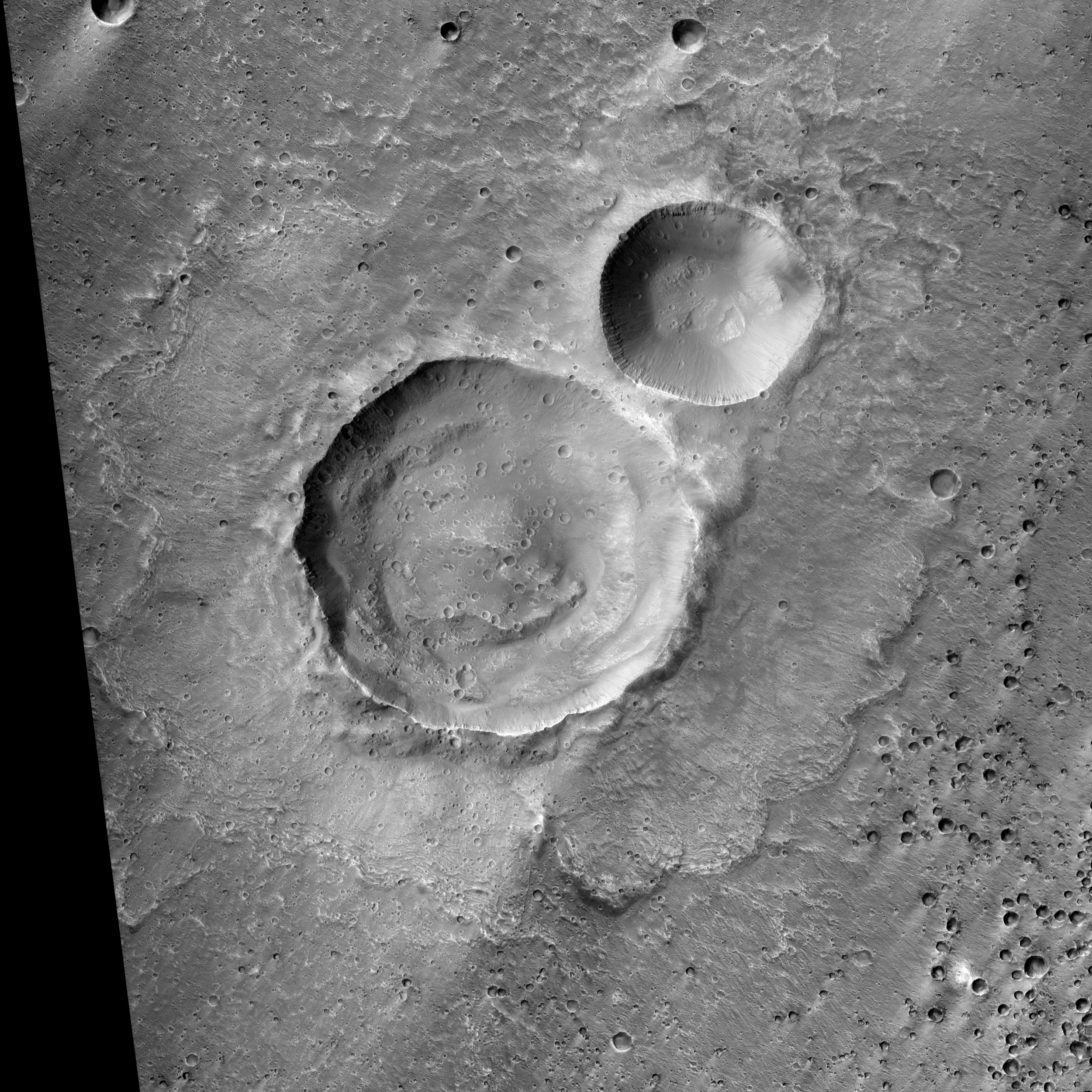
Подвійний кратер

Подвійний кратер — це система з двох кратерів, утворених в результаті удару подвійного астероїда або фрагментів небесного тіла, яке розпалося перед зіткненням із поверхнею.
Подвійні кратери формуються у випадках, коли два гравітаційно пов'язаних компоненти астероїда одночасно падають на поверхню планети або іншого тіла. Основними механізмами утворення таких структур є:
- Падіння подвійних астероїдів, які утворюють два окремих кратери[1];
- Розпад астероїда під дією аеродинамічних сил у щільній атмосфері[2];
- Вторинні удари уламків від первинного зіткнення[3].

## Класифікація
Подвійні кратери класифікують за їх геометрією, морфологією та характером взаємодії компонентів астероїда з поверхнею:
1. Подвійні (doublet) — два чітко розділених кратери. Відстань між ними свідчить про початкову відстань між компонентами астероїда. Типовий приклад — кратери, утворені синхронним падінням двох об'єктів на великій відстані один від одного.
2. Арахісоподібні (peanut) — два кратери, які мають спільну межу (септум), що створює вигляд, подібний до арахісу. Така форма свідчить про незначну відстань між компонентами та їх взаємодію під час зіткнення.
3. Перекриті (overlapping) — менший кратер частково перекриває більший. Цей тип може свідчити про несинхронне падіння компонентів астероїда або асиметріюпочаткової траєкторії.
4. Сльозоподібні (tear) — пара кратерів, один із яких виглядає як крапля, що відокремилась від іншого. Це може бути наслідком аеродинамічного впливу атмосфери.
5. Еліптичні (elliptical) — мають витягнуту форму, яка свідчить про низький кут удару подвійного астероїда відносно поверхні.
6. Круглі (circular) — утворюються при близькому розташуванні компонентів астероїда та їх симетричному падінні. Така морфологія найчастіше характерна для невеликих тіл.

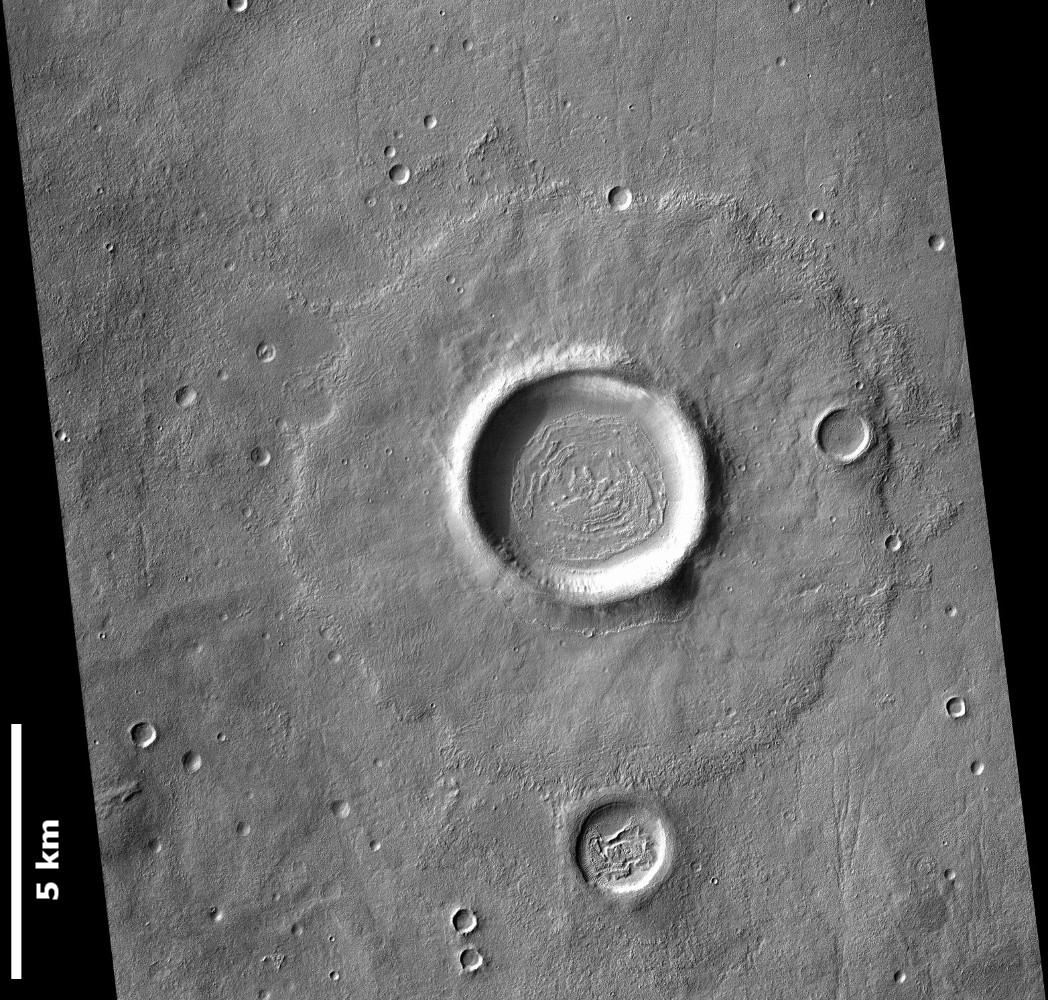
Подвійний (doublet)
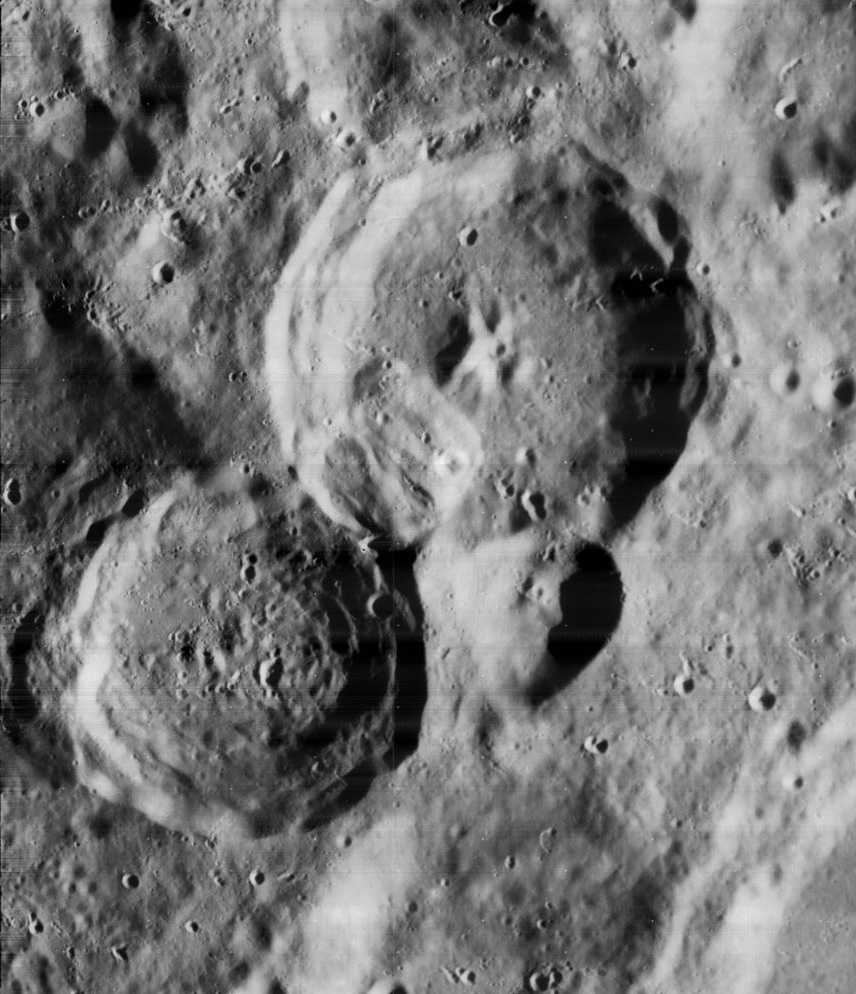
Арахісоподібний (peanut)
Перекритий (overlapping)
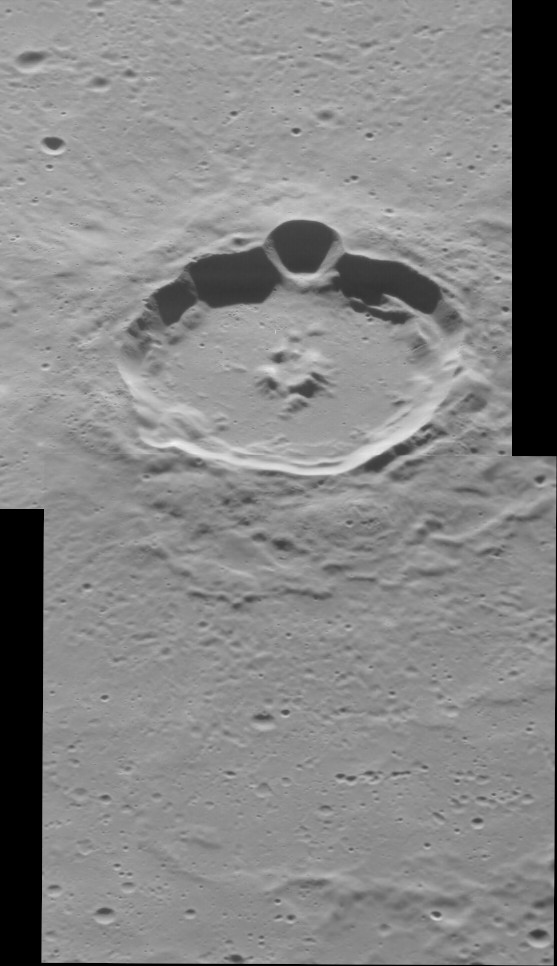
Сльозоподібний (tear)
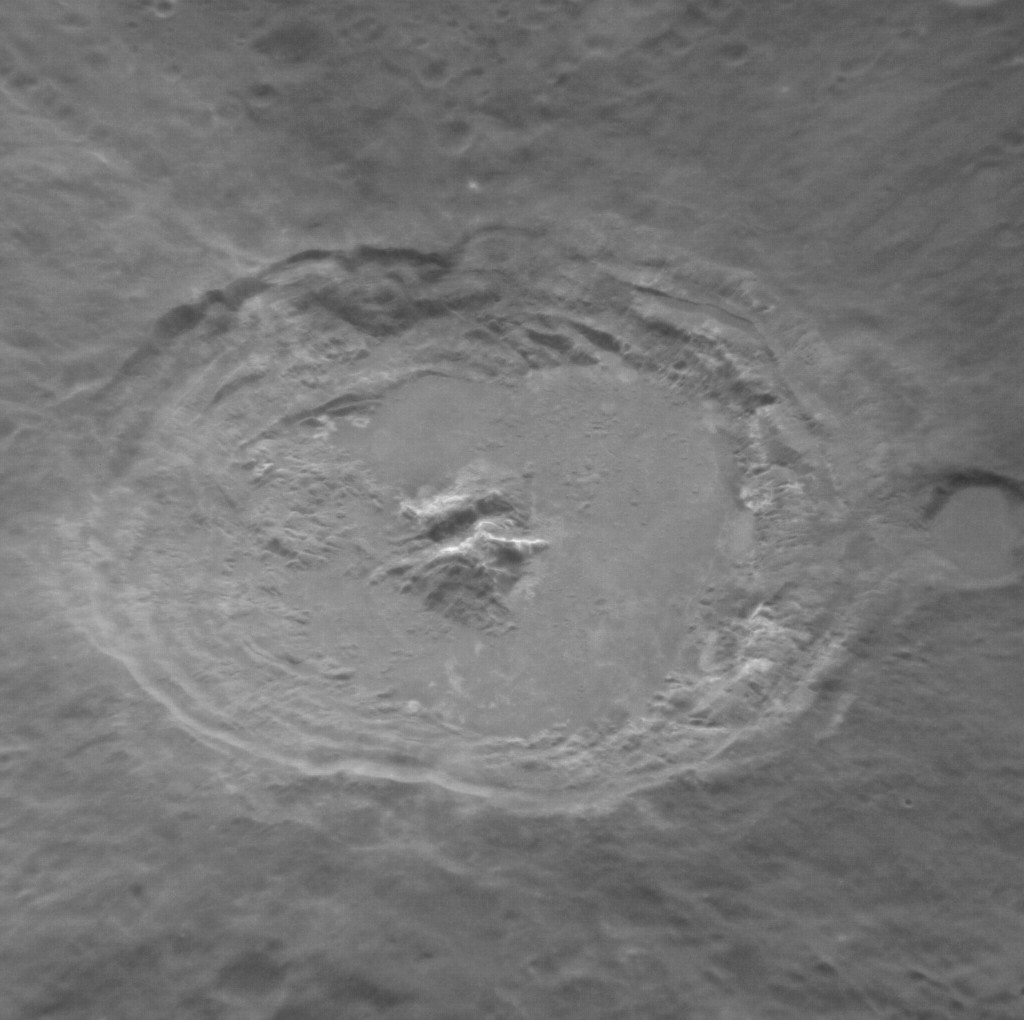
Еліптичний (elliptical)
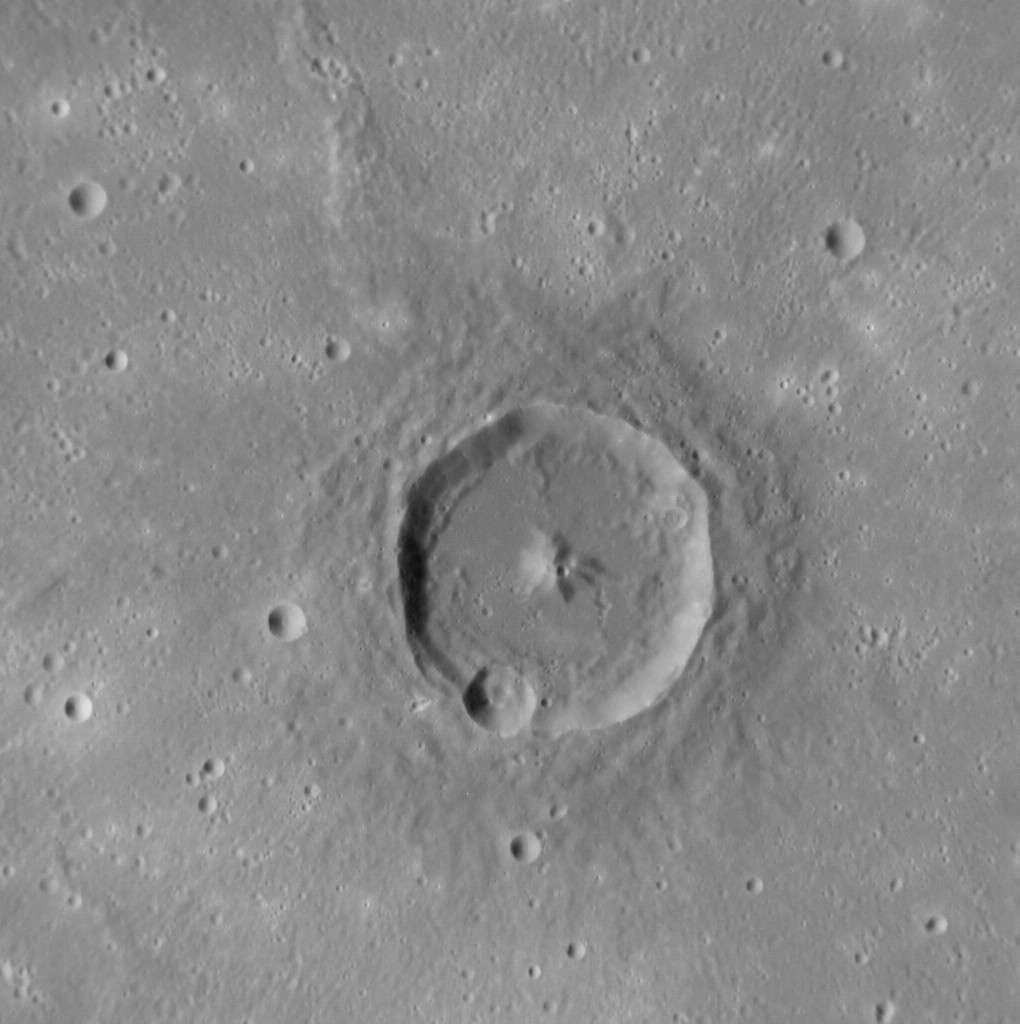
Круглий (circular)

## Формування
Подвійні кратери формуються внаслідок взаємодій між компонентами подвійного астероїда та планетарною поверхнею. Коли така система наближається до планети, її динаміка визначається кількома чинниками:
- Гравітаційний вплив планети. Приливні сили можуть змінити відстань між компонентами астероїда. Якщо відстань надто мала, система може розпастися або зазнати деформації[4].
- Аеродинамічні сили. У планет із густою атмосферою, таких як Земля або Венера, атмосфера може деформувати траєкторії компонентів, спричиняючи їхнє розділення або зміну кута входження в атмосферу[2].
- Характеристики поверхні. При падінні на тверду або м'яку поверхню енергія удару розподіляється по-різному. Наприклад, на Місяці кратери зберігають свою форму протягом мільярдів років завдяки відсутності атмосферної ерозії[5].

Морфологія подвійних кратерів також залежить від кута падіння системи. Низький кут удару призводить до формування витягнутих кратерів, тоді як прямий удар створює майже симетричні структури. Відстань між центрами кратерів визначається початковим розташуванням компонентів у системі. Вторинні процеси, такі як баллістичне перемішування матеріалу або тектонічні деформації, можуть змінити початковий вигляд кратерів.

## Подвійні кратери на тілах Сонячної системи

### Земля

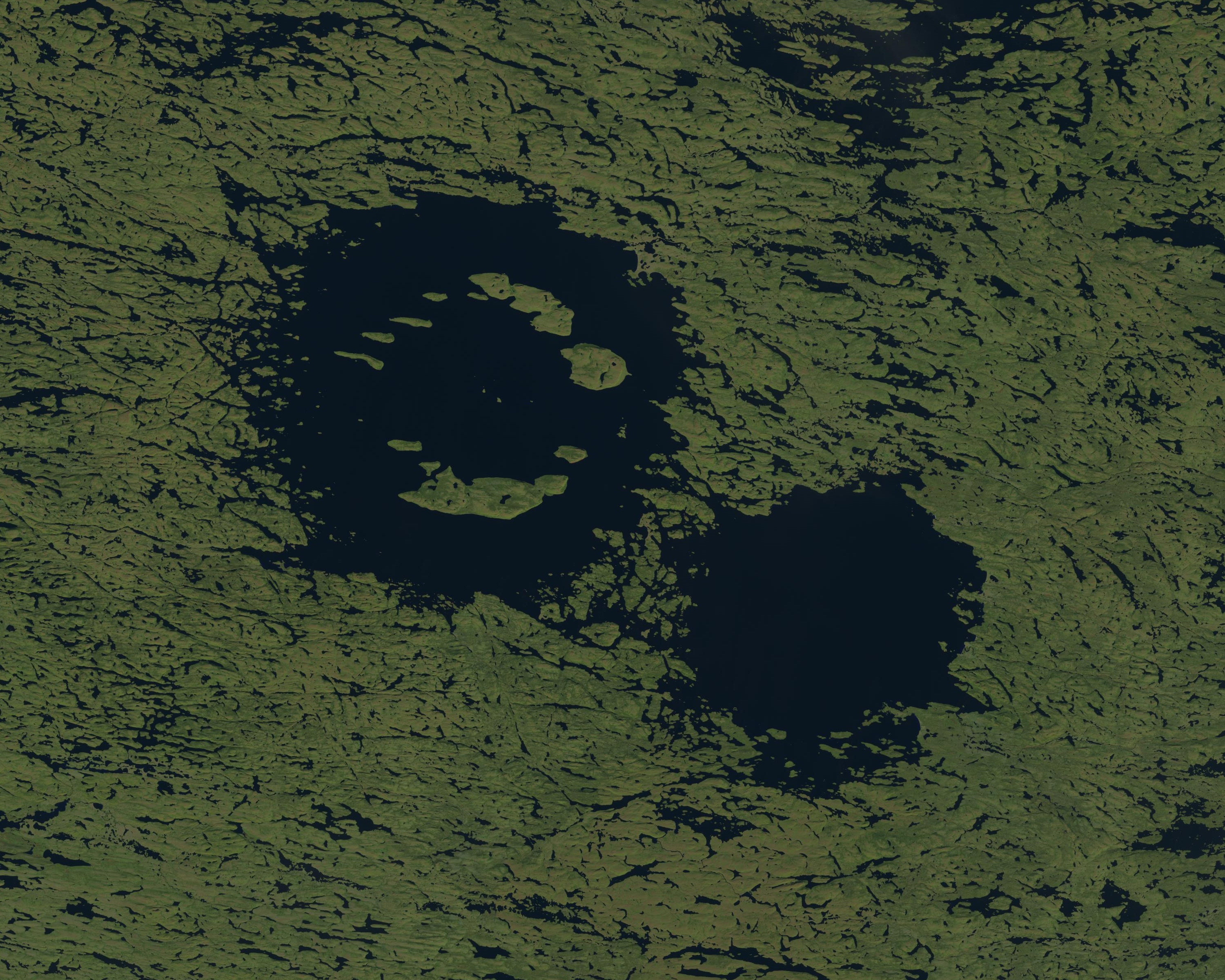
Клірвотер (кратер)

На Землі відомим прикладом подвійного кратера є Західне та Східне озера Клірвотер у Канаді. Ці кратери утворилися приблизно 290 мільйонів років тому внаслідок падіння подвійного астероїда.
Подвійні кратери на Землі часто мають різноманітні морфологічні особливості завдяки впливу атмосфери, що розсіює енергію удару. Щільна атмосфера сприяє розпаду астероїдів, утворюючи декілька менших ударних структур.

### Місяць
На Місяці припливні сили значно слабші, ніж на Землі, що сприяє формуванню окремих кратерів навіть при мінімальних відстанях між компонентами астероїда. Наприклад, для компонентів діаметром 1 км і 0,5 км необхідна відстань близько 23 км для створення двох окремих структур.
Через відсутність атмосфери місячні кратери зберігаються протягом мільярдів років, демонструючи добре збережену морфологію, яка дозволяє вивчати кінематику ударів.

### Венера

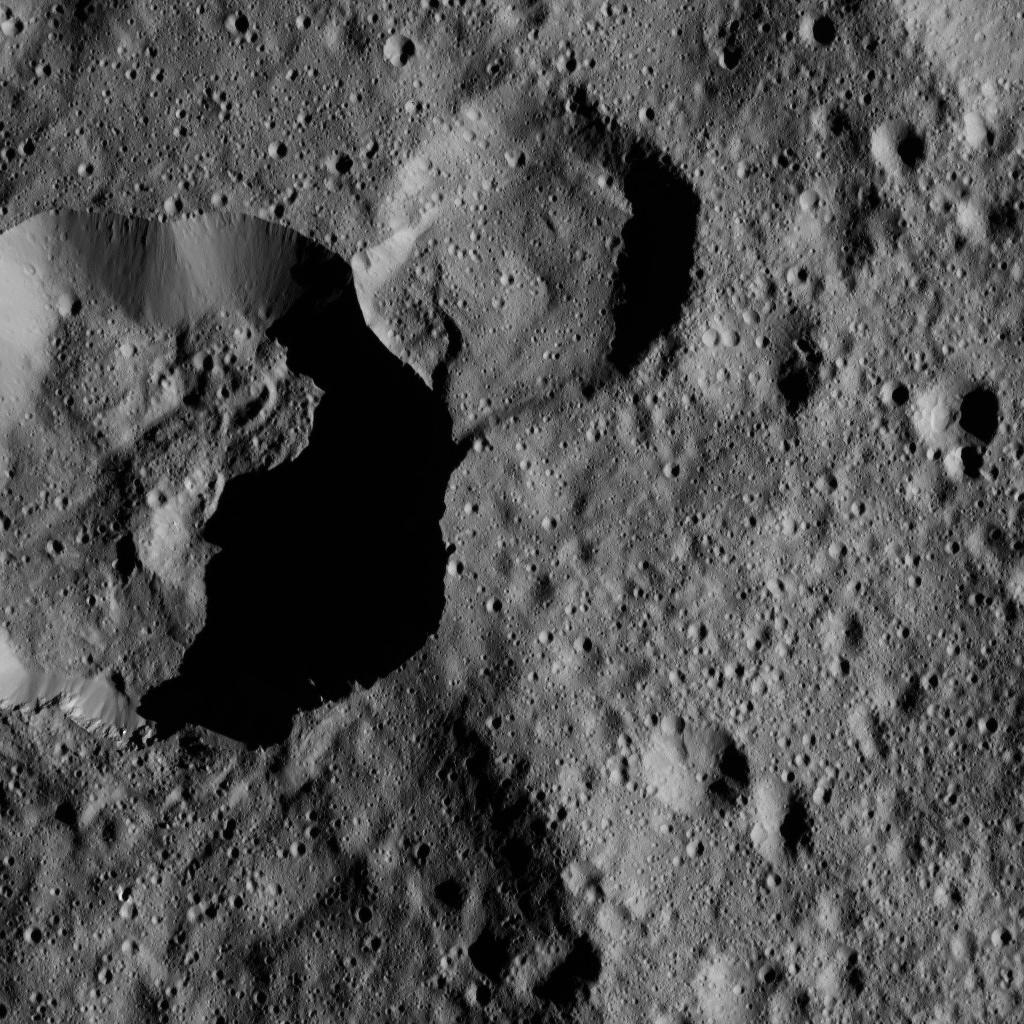
Подвійний кратер на Церері.

На Венері умови подібні до земних, оскільки її гравітація та популяція астероїдів, що її атакують, є майже ідентичними. Але подвійні кратери зустрічаються рідше, оскільки її щільна атмосфера ефективно руйнує дрібні компоненти астероїдів перед їхнім падінням.

### Марс
На Марсі, навпаки, припливні сили ще слабші через менший розмір і густину планети, тому подвійні астероїди рідше розділяються на окремі компоненти. Це зменшує ймовірність утворення подвійних кратерів, які на Марсі становлять лише близько 2 % від загальної кількості великих ударних структур.

### Церера та Веста

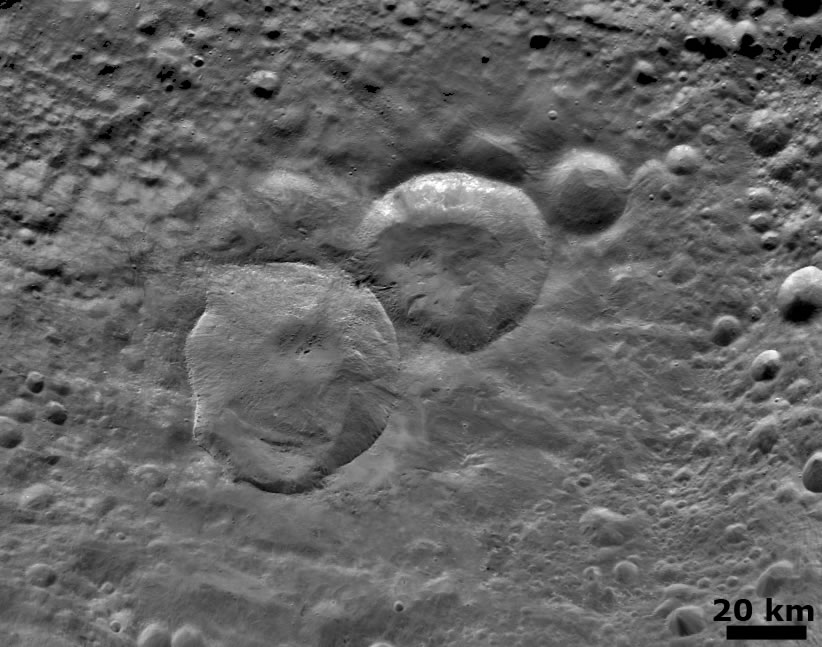
Кратер «Сніговик» на Весті.

На Церері подвійні кратери менш виразні через слабке гравітаційне поле, яке не дозволяє зберігати чіткі межі кратерів. Основною причиною є тонкий шар реголіту, що швидко піддається ерозії.
На Весті навпаки подвійні кратери мають більш чітку морфологію завдяки сухій поверхні та меншій кількості реголіту. Сприятливі умови дозволяють краще зберігати сліди подвійних ударів.
На Церері та Весті орієнтація подвійних кратерів, тобто напрямок, у якому розташовані компоненти, є статистично випадковою, що підтверджує гіпотезу про вплив подвійних астероїдів із різними орбітальними характеристиками.